# Geoparque Cachoeiras do Amazonas

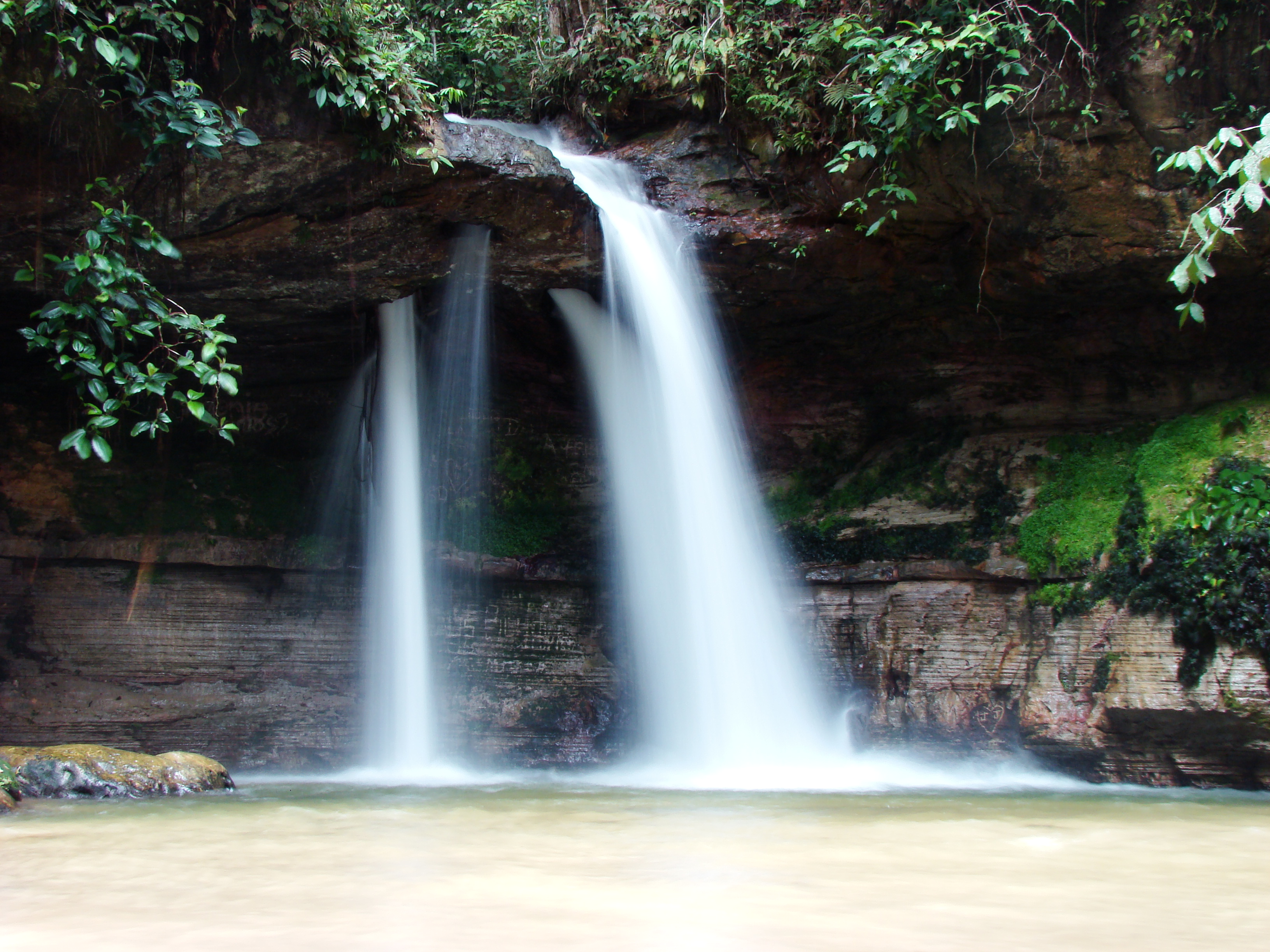
Cachoeira da Pedra Furada.

O Geoparque Cachoeiras do Amazonas é composto por 8 geossítios e ocupa uma área de cerca de 6774  {\textstyle Km^{2}}, rica em geodiversidade, no Estado do Amazonas, norte do Brasil. 
Sua principal atração são as belíssimas cachoeiras localizadas em vários pontos na região. Existem também diversas cavernas, grutas, trilhas na selva, passeios de barco e uma série de atrativos arqueológicos como pinturas rupestres, fosseis e estrutura sedimentares cujo tem uma ligação com a era Paleozoica.
Dentre as grutas com grande riqueza arqueo-espeleológica, podemos citar: Raiz, Raio, Onça e Batismo. 
Ainda há possibilidade de encontrar descendentes dos primeiros moradores da região, indígenas da etnia Waimiri-Atroari, que ainda preservam os hábitos e as tradições dos seus ancestrais.  
Como todo geoparque, tem o compromisso de preservar, educar e ensinar o público sobre a geologia e temas ambientas relacionados a sua região, além de promover uma série de pesquisas e garantir desenvolvimento sustentável de suas comunidades.

## Localização
O Geoparque Cachoeiras do Amazonas, está localizado no Município de Presidente Figueiredo, a cerca de 100 Km de Manaus, a capital do Estado do Amazonas. Abrangen uma área entre o Km 150 é o 200 da BR-174 que liga Manaus à Boa Vista, indo até a Serra do Abonari. 

## Características
O clima na região e tropical com a média anual em torno dos 27°C, tendo seu período mais quente entre junho e julho e seu período de maiores chuvas entre agosto e novembro. Já sua vegetação é formada por floresta ombrófila densa (ou floresta tropical pluvial) que se caracteriza por um clima quente e úmido. As árvores têm padrão similar, formam várias camadas e podem atingir 50 metros de altura. Possui também áreas de campinarana (também conhecido por “falso campo”) onde sua vegetação se desenvolve em áreas sujeitas a inundações, sendo formadas por árvores de troncos finos e esbranquiçados.

## História
Geoparques são áreas reconhecidas pela UNESCO (Organização das Nações Unidas para a Educação, a Ciência e a Cultura) como estratégia para proteção dos patrimônios culturais e naturais de todo o mundo. Com esse princípio, surgiu a proposta de fundação do Geoparque Cachoeira do Amazonas, feita pelo geólogo Renê Luzardo, contida no projeto da CPRM para a criação de geoparques no Brasil. 
Em âmbito municipal, o Geoparque Cachoeiras do Amazonas foi fundado em 26 de outubro de 2011, por meio de audiência pública na Câmara Municipal de Presidente Figueiredo, promovida pela prefeitura de Presidente Figueiredo, em que foi assinado o decreto de número 1301.
Caso seja reconhecido em âmbito nacional e internacional, pode ser o primeiro geoparque da região norte do Brasil. 

## Arqueologia
A região do Geoparque Cachoeiras do Amazonas também é rica em vestígios arqueológicos. Somente no entorno da Hidrelétrica de Balbina foram identificados mais de 150 sítios arqueológicos de diversos tipos.
A arte rupestre é muito importante em Presidente Figueiredo, já que os únicos sítios identificados que possuem figuras rupestres pintadas encontram-se no município, cujos sítios arqueológicos constam no Cadastro Nacional de Sítios Arqueológicos – CNSA, banco de dados mantido e atualizado pelo IPHAN, há registro de 76 sítios no município.

## Cachoeiras
As cachoeiras que dão nome ao Geoparque Cachoeiras do Amazonas estão localizadas na BR 174, que liga as cidades de Manaus (AM) a Boa Vista (RR), e na rodovia AM 240, que liga o centro da cidade de Presidente Figueiredo à comunidade de Balbina, onde está localizada a Hidrelétrica de Balbina. 

### BR-174 (Sentido Manaus - Boa Vista)
Na estrada BR-174, no sentido Manaus-Boa Vista, é possível ter acesso a diversas cachoeiras. 
- Cachoeira das Orquídeas (BR-174, Km 107)
- Cachoeira/Corredeira das Lages 2 (BR-174, Km 112)
- Cachoeira do Castanhal (da loira) (BR-174, Km 134)
- Cachoeira das Quatro Quedas (BR-174, Km 107)

### AM-240
Na estrada AM-240, também estão localizadas cachoeiras, grutas e cavernas. 
- Caverna do Maroaga (AM-240, Km 06)
- Gruta da Judeia (AM-240, Km 06)
- Cachoeira Santuário (AM-240, Km 12)
- Cachoeira dos Pássaros (AM-240, Km 13)
- Cachoeira da Porteira (AM-240, Km 13)
- Cachoeira da Maroca (AM-240, Km 13)
- Corredeira Sossego da Pantera (AM-240, Km 20)
- Cachoeira da Neblina (AM-240, Km 51)
- Corredeira da Neblina (AM-240, Km 51)
- Cachoeira da Pedra Furada (AM-240, Km 57)
- Cachoeira Santo do Ypi (AM-240, Km 57)

## Geossítios

### Estrada BR-174

#### Geossítio Folhelhos Carbonosos da Formação Manacapuru (BR 174 Km 100)
O afloramento ocorre em um corte de estrada junto à ponte da BR-174 sobre o rio Urubu, próximo a Presidente Figueiredo. O afloramento é formado por um barranco ou talude de corte com cerca de 40 metros de extensão que expõe parte de uma sequência, com cerca de 4 metros de espessura aflorante de rochas sedimentares siliciclásticas da Formação Manacapuru depositadas em ambiente marinho litorâneo a plataformal.

#### Geossítio Cachoeira de Iracema (BR 174 Km 114)
O geossítio Cachoeira da Iracema é um dos geossítios que compõem o Geoparque Cachoeiras do Amazonas, onde localiza-se o complexo de cachoeiras de Iracema,  Araras e Sucuriju. É uma área de exposição das rochas sedimentares mais antigas da Bacia do Amazonas na região do entorno da cidade de Presidente Figueiredo. São camadas de quartzo arenitos e siltitos de Idade Siluriano Inferior da Formação Nhamundá pertencente ao Grupo Trombetas da Bacia do Amazonas. As camadas são horizontais e o pacote possui no mínimo, 10 metros de espessura onde se alternam camadas mais espessas de quartzo arenitos finos a médios e camadas menos espessas de siltito e argilito.

#### Geossítio Serra Abonari (BR 174 Km 151)
Este geossítio também é ponto do Geoparque Cachoeiras do Amazonas. Trata-se de uma pedreira reativada após a criação do geossítio. Situada no quilômetro 151 da rodovia BR- 174, a pedreira possui uma frente de lavra com cerca de 250 metros de extensão e 30 metros de altura e é explorada principalmente para confecção de britas e pedras para construção civil. Este geossítio constitui parte do Batólito São Gabriel e representa a embasamento cristalino antigo que se expressa, geomorfologicamente, como serras com cerca de 150 metros de altitude e morros e colinas com formas de meia laranja.

#### Geossítio Formação Prosperança (BR 174 Km 159)
O Geossítio Formação Prosperança representa os depósitos sedimentares continentais acumulados possivelmente na Era Neoproterozoica do Escudo das Guianas. Este geossítio está localizado em um talude de corte de estrada e possui cerca de 50 metros de extensão e aproximadamente 10 metros de altura. O afloramento é formado predominantemente por camadas horizontais de arenito vermelho pálido com estratificação tabular ou plano-paralela com cerca de 15 centímetros de espessura.

### Estrada AM-240

#### Geossítio Refúgio do Maroaga e Gruta da Judéia (AM 240 Km 8)
A caverna Refúgio do Maroaga e a gruta da Judéia são excelentes exemplos de feições geomorfológicas e relevo pseudocárstico gerados por intemperismo e erosão, principalmente, a erosão subterrânea que entalha e escava as camadas de arenitos que se decompõe em meio à floresta deixando belas e, relativamente efêmeras, figuras que lembram arcos de catedrais góticas esculpidos na encosta rochosa. O local também é o Geossítio que desperta o maior interesse do público que visita o Geoparque Cachoeiras do Amazonas em Presidente Figueiredo. O geossítio situa-se na base de um paredão vertical com cerca de 30 metros de altura que representa o rebordo erosivo de um morro de topo chato ou platô com cerca de 100 metros de altitude. O paredão é constituído por camadas horizontais de arenitos paleozoicos (Período Siluriano) da Formação Nhamundá da Bacia do Amazonas e representam depósitos litificados de areias marinhas. São quartzo arenitos geralmente de cor branca, granulação média, bem selecionados e formando camadas com "sets" de aproximadamente 1 metro de espessura. Na base da escarpa, as camadas geralmente são maciças e se alternam com camadas com estratificação cruzada acanalada de médio porte. No topo da encosta, a cornija ou camada mais resistente à erosão, geralmente possui estratificação tabular ou plano-paralela bastante proeminente. Diaclases ou fraturas são relativamente abundantes e, geralmente, são bastante espaçadas, subverticais, dispostas segundo a direção N-S e preenchidas por óxidos e hidróxidos de ferro. 

##### Caverna Refúgio do Maroaga
A caverna Refúgio do Maroaga possui uma bela abertura com arco de entrada com cerca de 6 metros de altura. Em frente ao arco de entrada, blocos métricos de arenito indicam que o processo erosivo e o consequente desmantelamento de camadas e quedas de blocos continuam ativos. O interior da caverna é formado por uma galeria principal com cerca de 300 metros de comprimento de onde se ramificam diversas, porém pouco extensas, galerias secundárias. O teto apresenta formato em arco e o piso é composto por depósitos de areia acumulada pela água que flui do interior das paredes e forma um pequeno rio subterrâneo que sai da gruta e, geralmente, possui cerca de 20 centímetros de profundidade. É notável, no interior da gruta, a ausência de feições construtivas como espeleotemas (exceto as concreções ferruginosas), a abundância de areia no piso e a presença de blocos de rocha abatidos do teto. 

##### Gruta da Judéia
Ao longo desta mesma encosta, a cerca de 400 metros, ocorre a “gruta” da Judéia. Trata-se de uma grande e bela lapa junto à encosta com várias reentrâncias, cavidades e tocas de pouca profundidade sob uma cornija com um buraco no teto (dolina) de onde goteja água que forma um pequeno e belo lago.

#### Geossítio Cachoeira da Porteira (AM 240 Km 13)
O Geossítio Cachoeira da Porteira que também faz parte do Geoparque Cachoeiras do Amazonas. Este geossítio é um afloramento natural do tipo lajeiro em sopé de encosta com cerca de 250 metros de extensão por 150 de largura e situado junto a um igarapé permanente que é utilizado como balneário. O afloramento é formado por camadas de quartzo arenito da Formação Nhamundá e representa o ambiente marinho paleozoico com dunas subaquáticas da Bacia do Amazonas. 

#### Geossítio Cachoeira da Pedra Furada (AM 240 Km 57)
O Geossítio da Cachoeira da Pedra Furada também é um geosítio do Geoparque Cachoeiras do Amazonas, representa os depósitos sedimentares pelíticos marinhos da Formação Nhamundá (Grupo Trombetas) da Bacia do Amazonas e se presta para a observação e análise de dobras sin-sedimentares. O afloramento é natural, trata-se de uma escarpa erosiva com cerca de 5 metros de altura onde ocorrem camadas horizontais de rochas sedimentares predominantemente pelíticas (argilitos laminados e com fissilidade ou folhelhos).

#### Geossítio Platô Laterítico: latossolos da Amazônia (AM 240 Km 80)
Este geossítio representa os latossolos, os solos mais comuns e típicos da região amazônica. Estes solos são importantes fontes de minério como a bauxita e caulim. Este geossítio ocorre em um corte de estrada (rodovia AM-240) localizado em um platô laterítico formado sobre rochas sedimentares paleozoicas do Grupo Trombetas, possivelmente da Formação Manacapuru. A rocha original encontra-se intensamente intemperizada e alterada formando dois bem distintos horizontes de solo. Um horizonte superior de cor vermelha e outro, inferior de cor cinza claro a branco. 

## Curiosidades
- Em  2021, a região onde fica o Geoparque Cachoeiras do Amazonas foi utilizada durante a produção do documentário  "Cachoeiras de Letras", disponível no canal da Rede Cachoeiras de Letras de Bibliotecas Comunitárias do Amazonas. Nos seus aproximadamente 22 minutos de duração, o filme busca promover um novo olhar para a literatura da região dando ênfase às bibliotecas comunitárias.[19]
- O projeto cultural Formação de Agentes Culturais da Comunidade Cristo Rei, contemplado em dezembro de 2020 no Programa  Cultura Criativa da Lei Aldir Blanc no Prêmio Encontro das Artes, destaca a importância cultural do Geoparque Cachoeiras do Amazonas, local de realização do projeto, cuja região apresenta vocação natural para o turismo, possui uma localização geográfica estrategicamente próxima à Manaus e no caminho, via terrestre, para o Caribe.[20]
- O projeto cultural Formação de Agentes Culturais também apresenta o processo de georreferenciamento para o Geoparque Cachoeiras do Amazonas, em que destaca aspectos turísticos e geológicos do Geoparque, analisados sob a perspectiva patrimonial e educacional. Há um mapa interativo e informações detalhadas acerca dos geossítios.[21]
- A região foi palco da ambientação do livro Tocaia do Norte, da premiada escritora Sandra Godinho.
- Em 2022,  foi realizado o I SEMINÁRIO DE PESQUISAS DESENVOLVIDAS NO GEOPARQUE CACHOEIRAS DO AMAZONAS, do projeto "Entre pedras e mergulhos" para divulgação de pesquisas e produtos desenvolvidos na área de Geociências na região de Presidente Figueiredo (AM), e interação da comunidade geocientífica do Departamento de Geologia do Programa de Pós-Graduação em Geociências (UFAM), criando um ambiente de reflexão e integração entre os participantes.[22]